# Neves (apelido)
Neves é um apelido de família da onomástica da língua portuguesa. Sua origem pode ser tanto religiosa (como homenagem à Nossa Senhora das Neves), como toponímica (famílias originadas de lugares assim denominados, provavelmente por anterior devoção à santa já citada). O apelido também muito frequentemente aparece acompanhado da preposição "das", como em "José das Neves".